# Legg Mason Building
Le 100 Light Street anciennement appelé Transamerica Tower, ou Legg Mason Building ou  USF&G Building est un gratte-ciel situé à Baltimore (Maryland, États-Unis).
Il est actuellement le gratte-ciel le plus haut de la ville et du Maryland, (pour ce qui est de la hauteur du toit) avec ses 161 m et 40 étages. Il devait être détrôné en 2010 par le 10 Inner Harbor, d'une hauteur de 219 m, projet finalement abandonné. Comme son nom l'indique, il est occupé par le siège de la société américaine de gestion d'actifs Legg Mason.

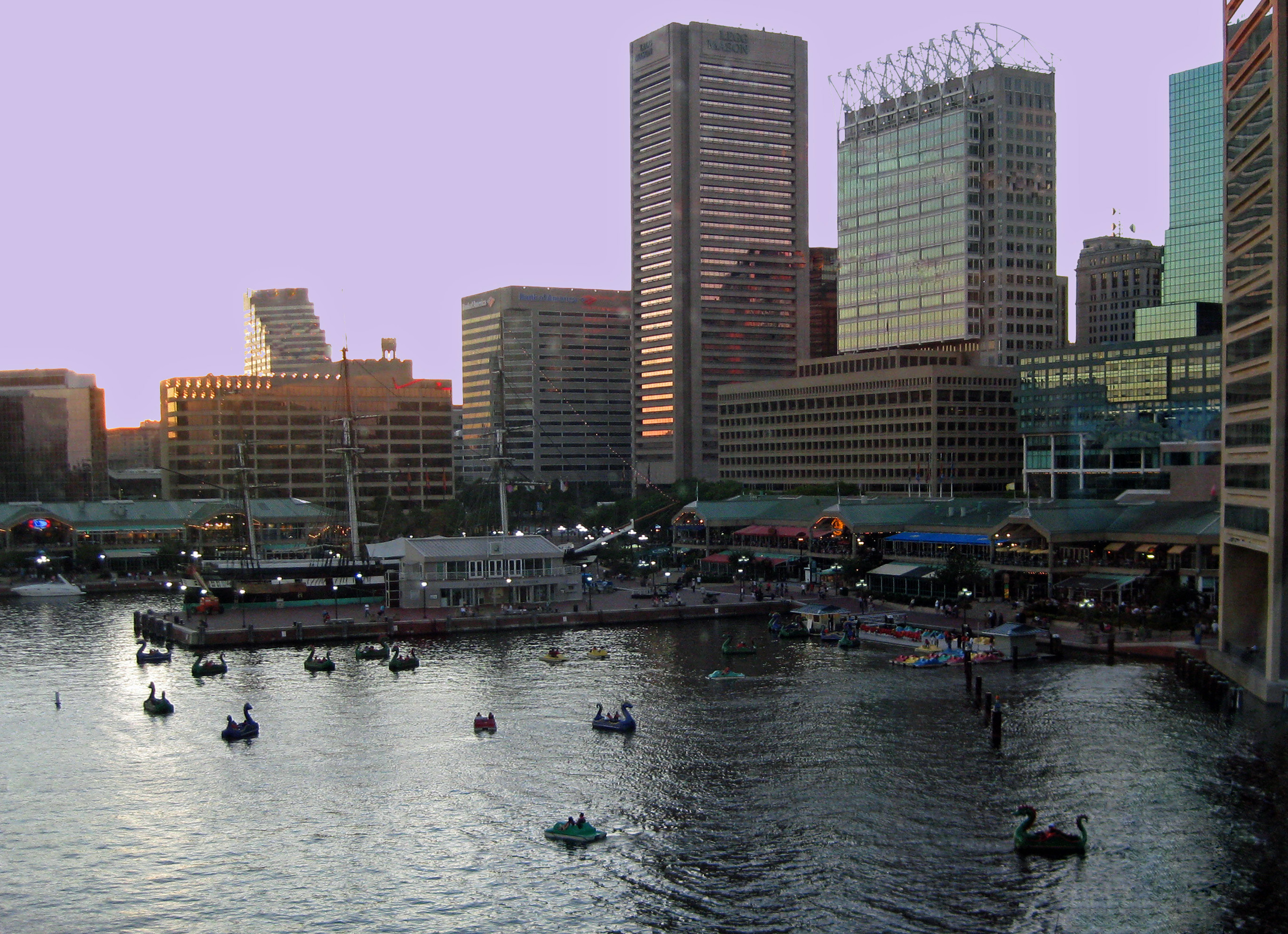